# Rozrodczak
Rozrodczak (łac. germinoma) – złośliwy nowotwór jajnika. Stanowi około 1% wszystkich guzów jajnika, charakteryzuje się dużą promienioczułością. 

Najczęściej występuje w 2. i 3. dekadzie życia, często jest rozpoznawany u kobiet w ciąży. W 10-15% występuje obustronnie.

Leczeniem z wyboru jest resekcja guza wraz z jednostronnymi przydatkami połączona z badaniem śródoperacyjnym drugiego jajnika. Chemioterapia guza oparta jest na cisplatynie.
Odpowiednikiem rozrodczaka występującym u mężczyzn jest nasieniak.